# Tour 2007
Tour 2007 es un álbum en directo del grupo de rock español Héroes del Silencio. Es una caja con doble CD, doble DVD, baquetas serigrafiadas, pase oficial de backstage con cordón serigrafiado, póster gigante (impreso en doble cara, 60 cm x 40 cm) y púa serigrafiada.
Los CD y DVD fueron grabados durante el Héroes del Silencio Tour 2007, entre los meses de septiembre y octubre por los países de: México, Argentina, España, Guatemala y Estados Unidos.

## Conciertos
| #  | Lugar y ciudad                             | Fecha de presentación      |
| -- | ------------------------------------------ | -------------------------- |
| 1. | Estadio del Ejército (Ciudad de Guatemala) | 15 de septiembre de 2007   |
| 2. | Club Ciudad de Buenos Aires (Buenos Aires) | 21 de septiembre de 2007   |
| 3. | Parque Fundidora (Monterrey)               | 25 de septiembre de 2007   |
| 4. | Home Depot Center (Los Ángeles)            | 28 de septiembre de 2007   |
| 5. | Foro Sol (Ciudad de México)                | 4 y 6 de octubre de 2007   |
| 6. | Estadio de La Romareda (Zaragoza)          | 10 y 12 de octubre de 2007 |
| 7. | Estadio Olímpico de La Cartuja (Sevilla)   | 20 de octubre de 2007      |
| 8. | Circuito Ricardo Tormo (Valencia)          | 27 de octubre de 2007      |

## Lista de canciones (CD)
Todas las canciones escritas por Héroes del Silencio, excepto "Apuesta por el Rock'N'Roll" escrita por Mauricio Aznar/Gabriel Sopeña.
| #   | Canción                             | Duración |
| --- | ----------------------------------- | -------- |
| 1.  | "El estanque" (MEX2)                | 4:41     |
| 2.  | "Deshacer el mundo" (MEX2)          | 5:34     |
| 3.  | "Mar adentro" (MEX2)                | 4:11     |
| 4.  | "La carta" (MEX2)                   | 3:14     |
| 5.  | "Agosto" (GUA)                      | 4:31     |
| 6.  | "La sirena varada" (MEX2)           | 4:26     |
| 7.  | "Opio" (MEX2)                       | 6:01     |
| 8.  | "La herida" (MEX2)                  | 4:57     |
| 9.  | "Flor venenosa" (MTY)               | 4:21     |
| 10. | "Despertar" (VLC)                   | 3:49     |
| 11. | "Apuesta por el Rock´N´Roll" (MEX2) | 3:57     |
| 12. | "Héroe de leyenda" (MEX2)           | 5:14     |
| 13. | "Con nombre de guerra" (MEX2)       | 4:22     |
| 14. | "No más lágrimas" (MEX1)            | 4:01     |

| #   | Canción                         | Duración |
| --- | ------------------------------- | -------- |
| 1.  | "Nuestros nombres" (MEX2)       | 6:16     |
| 2.  | "El mar no cesa" (MEX2)         | 3:17     |
| 3.  | "Entre dos tierras" (MEX2)      | 6:02     |
| 4.  | "Maldito duende" (MEX2)         | 5:13     |
| 5.  | "Iberia sumergida" (MEX2)       | 5:32     |
| 6.  | "Avalancha" (MEX2)              | 6:31     |
| 7.  | "Bendecida" (LAX)               | 5:10     |
| 8.  | "Tumbas de sal" (SVQ)           | 5:36     |
| 9.  | "Oración" (MEX1)                | 4:33     |
| 10. | "Tesoro" (MEX1)                 | 2:26     |
| 11. | "Malas intenciones" (ZAZ)       | 4:28     |
| 12. | "La chispa adecuada" (MEX1)     | 5:25     |
| 13. | "Fuente esperanza" (BUE)        | 4:51     |
| 14. | "En brazos de la fiebre" (MEX1) | 5:51     |

## Lista de canciones (DVD)[2]
| #   | Título                              |
| --- | ----------------------------------- |
| 1.  | "El estanque" (MEX2)                |
| 2.  | "Deshacer el mundo" (MEX2)          |
| 3.  | "Mar adentro" (MEX2)                |
| 4.  | "La carta" (MEX2)                   |
| 5.  | "Sirena varada" (MEX2)              |
| 6.  | "Opio" (MEX2)                       |
| 7.  | "Presentación" (MEX1)               |
| 8.  | "La herida" (MEX2)                  |
| 9.  | "Apuesta por el Rock'N'Roll" (MEX2) |
| 10. | "Héroe de leyenda" (MEX2)           |
| 11. | "Con nombre de guerra" (MEX2)       |
| 12. | "No más lágrimas" (MEX1)            |
| 13. | "Nuestros nombres" (MEX2)           |
| 14. | "El mar no cesa" (MEX2)             |
| 15. | "Entre dos tierras" (MEX2)          |
| 16. | "Maldito duende" (MEX2)             |
| 17. | "Iberia sumergida" (MEX2)           |
| 18. | "Avalancha" (MEX2)                  |
| 19. | "Oración" (MEX1)                    |
| 20. | "La chispa adecuada" (MEX1)         |
| 21. | "Tesoro" (MEX1)                     |
| 22. | "En brazos de la fiebre" (MEX1)     |

| #  | Título |
| -- | --- |
| 1. | "Vuelo Privado" (Un documental de Charlie Manzanera Targett-Adams)                                                             |
| 2. | "Agosto" (GUA) |
| 3. | "Fuente esperanza" (BUE) |
| 4. | "Flor venenosa" (MTY) |
| 5. | "Bendecida" (LAX) |
| 6. | "Malas intenciones" (ZAZ) |
| 7. | "Tumbas de sal" (SVQ) |
| 8. | "Despertar" (VLC) |
| 9. | "Iberia sumergida" (MEX) (No viene en el menú del DVD. Tienes que poner Play desde el último título dentro de una computadora) |

## Integrantes y personal
- Enrique Bunbury - Voz, guitarra acústica, armónica.
- Juan Valdivia - Guitarra.
- Joaquín Cardiel - Bajo eléctrico y coros.
- Pedro Andreu - Batería.
- Gonzalo Valdivia - Guitarra rítmica y coros.
- Phil Manzanera - Guitarra en "Tumbas de sal".

- Ramón Gacías - Grabación en gira, coordinación en estudio.
- Mezclado por Jordi Mora en los Estudios Musiclan (Avinyonet de Puigventós, Gerona).
- Jordi Solé - Ingeniería en estudio.
- Phil Manzanera - Il Consiglieri.
- Masterizado por George Marino en Sterling Sound (Nueva York).
- Zona de Obras - Diseño.
- Josegirl - Fotografía.